# Lund
För andra betydelser, se Lund (olika betydelser).
Lund (uttal (fil)) är centralort i Lunds kommun och ligger i sydvästra Skåne i södra Sverige. Lund har 98 308  (2023-12-31) invånare vilket gör det till Skånes tredje största och Sveriges tolfte största tätort. Lunds universitet och Lunds stift styrs från Lund. Staden ingår i storstadsregionen Stor-Malmö enligt Statistiska centralbyrån. Lund ligger på en utlöpare av Romeleåsen som avgränsar Lundaslätten i nordöst.

## Historik

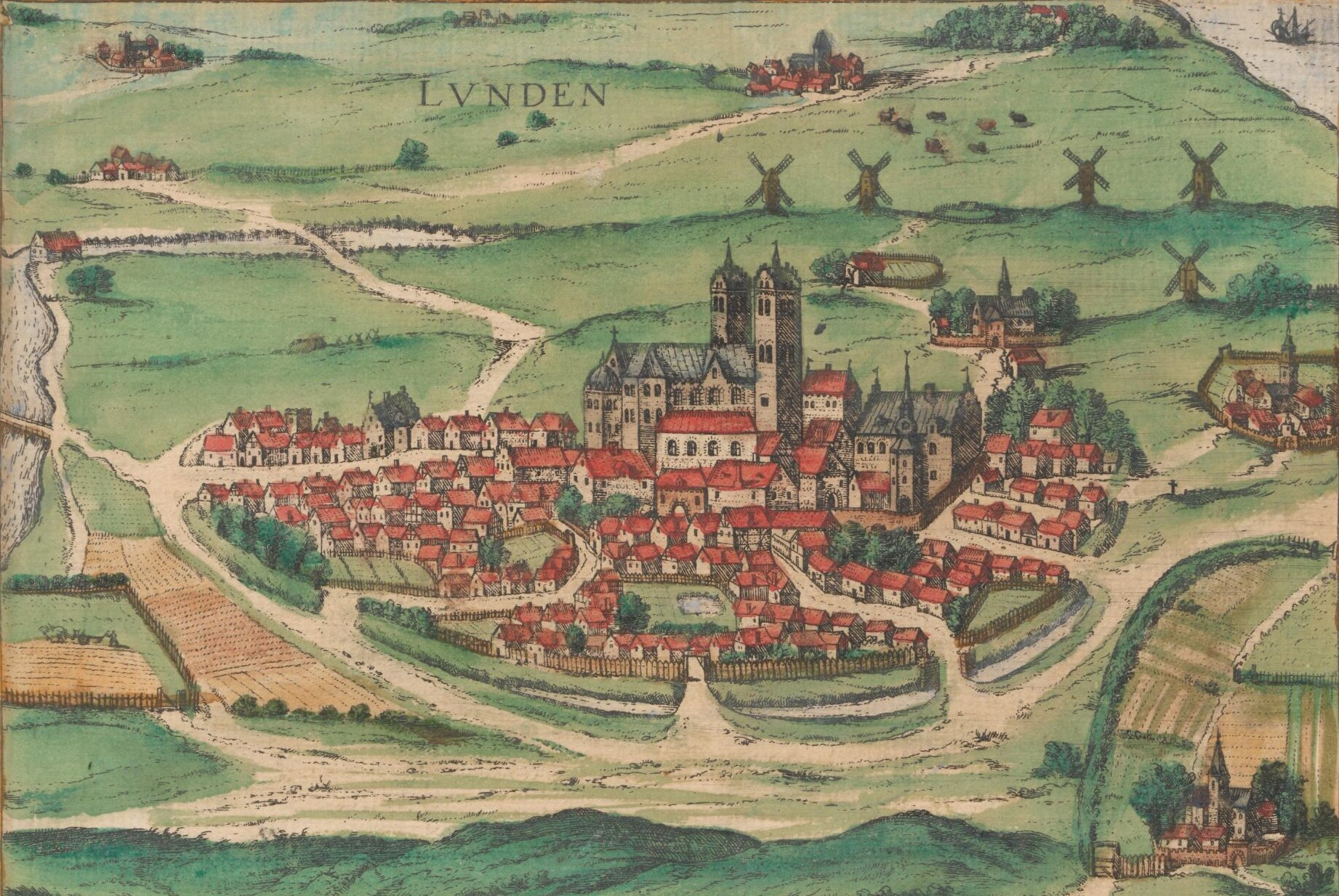
Frans Hogenbergs avbildning av Lund på 1594-talet ur bildverket Civitates orbis terrarum.

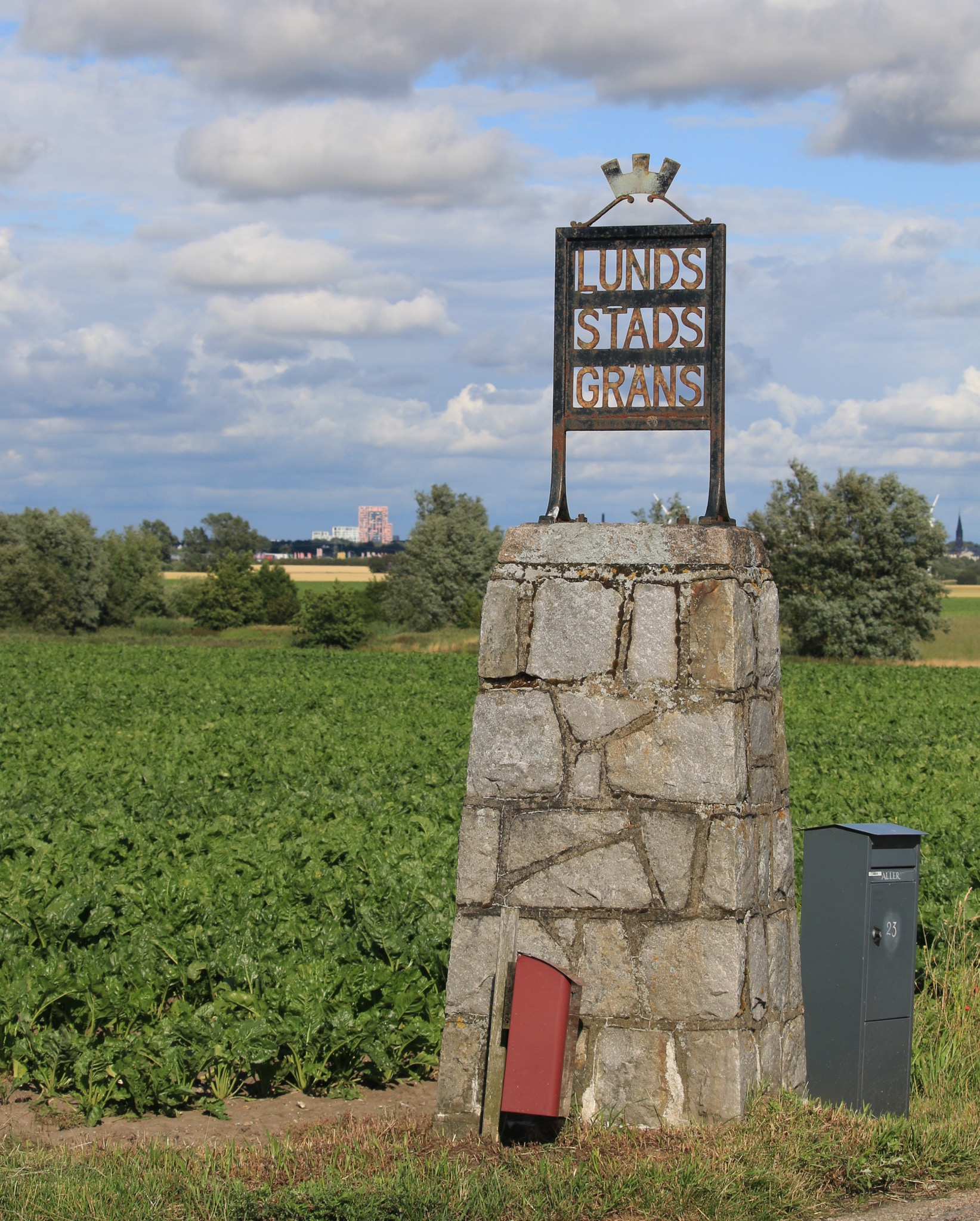
Lundaslätten med Lunds stadsgräns. Lund i bakgrunden.

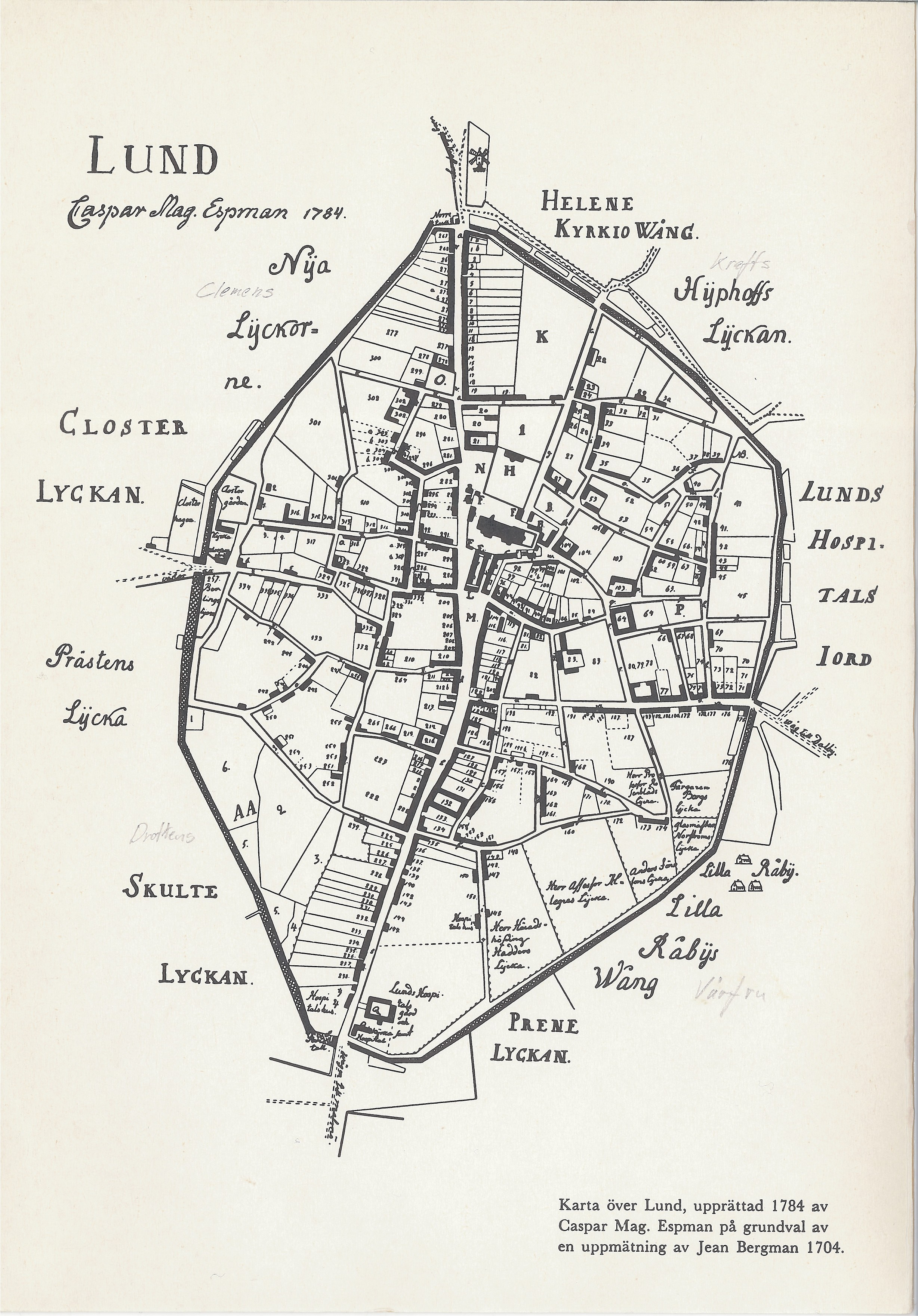
Kaspar Magnus Espmans karta över Lund från 1784.

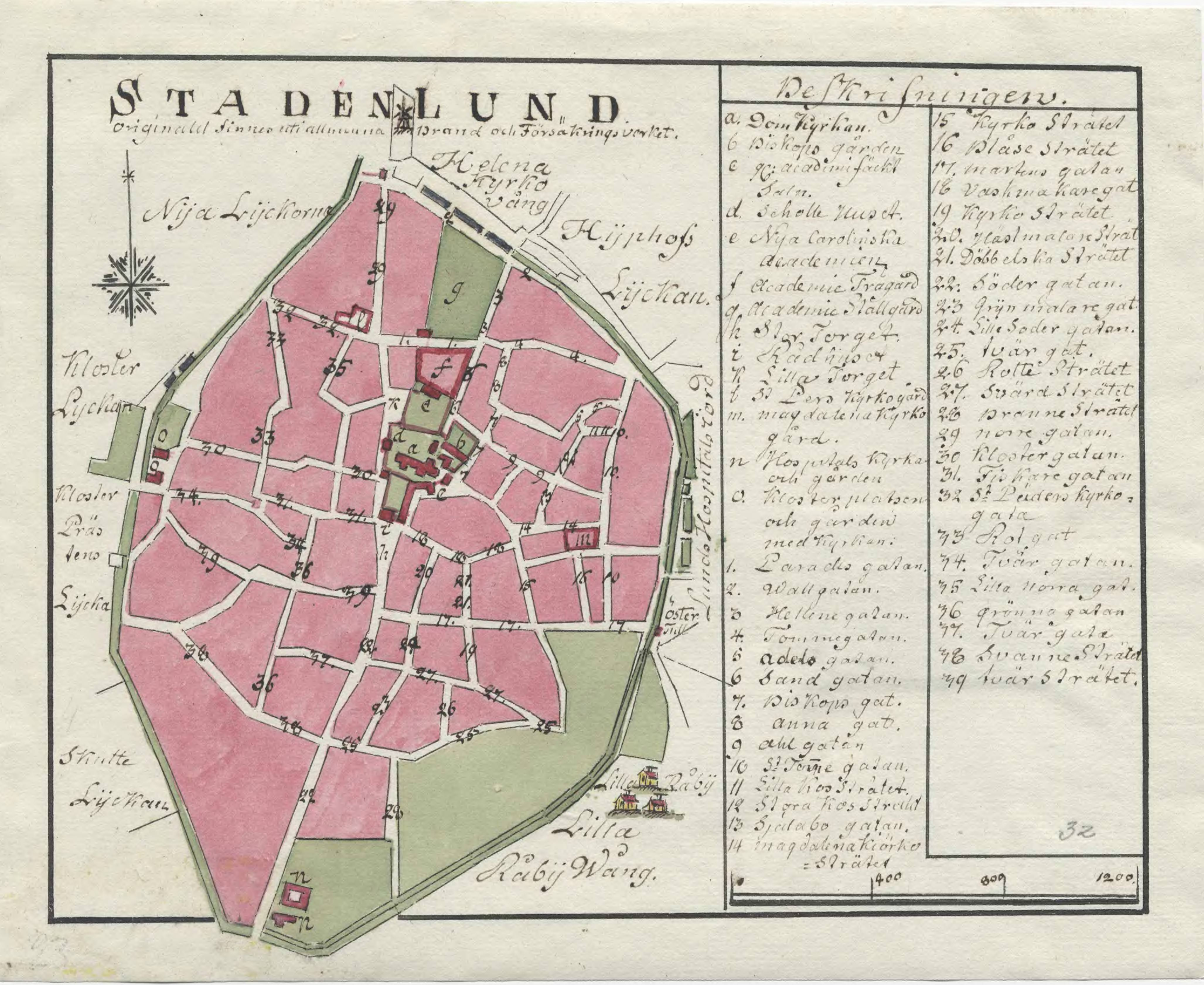
Karta över Lund från 1790-talet

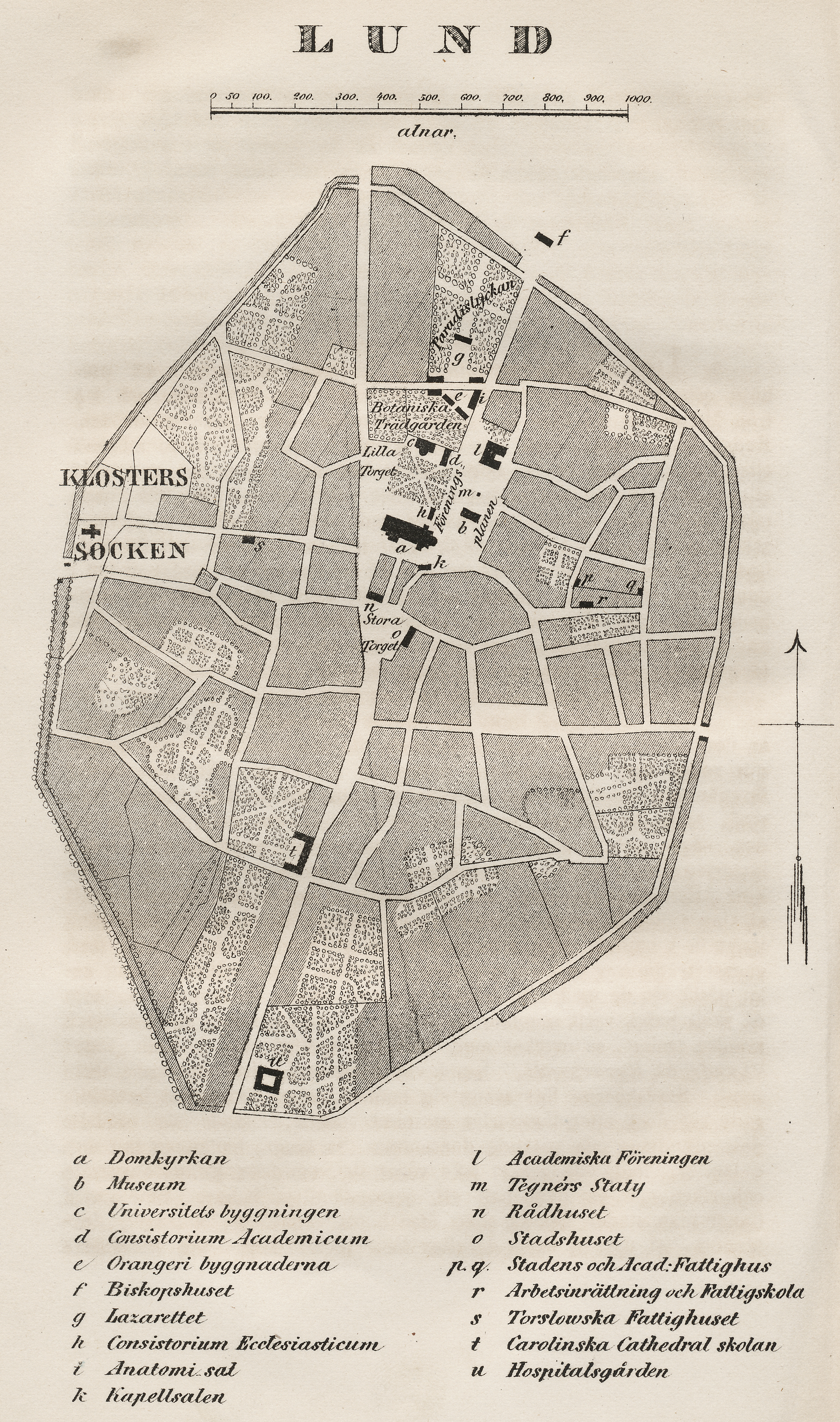
Lund på 1850-talet.

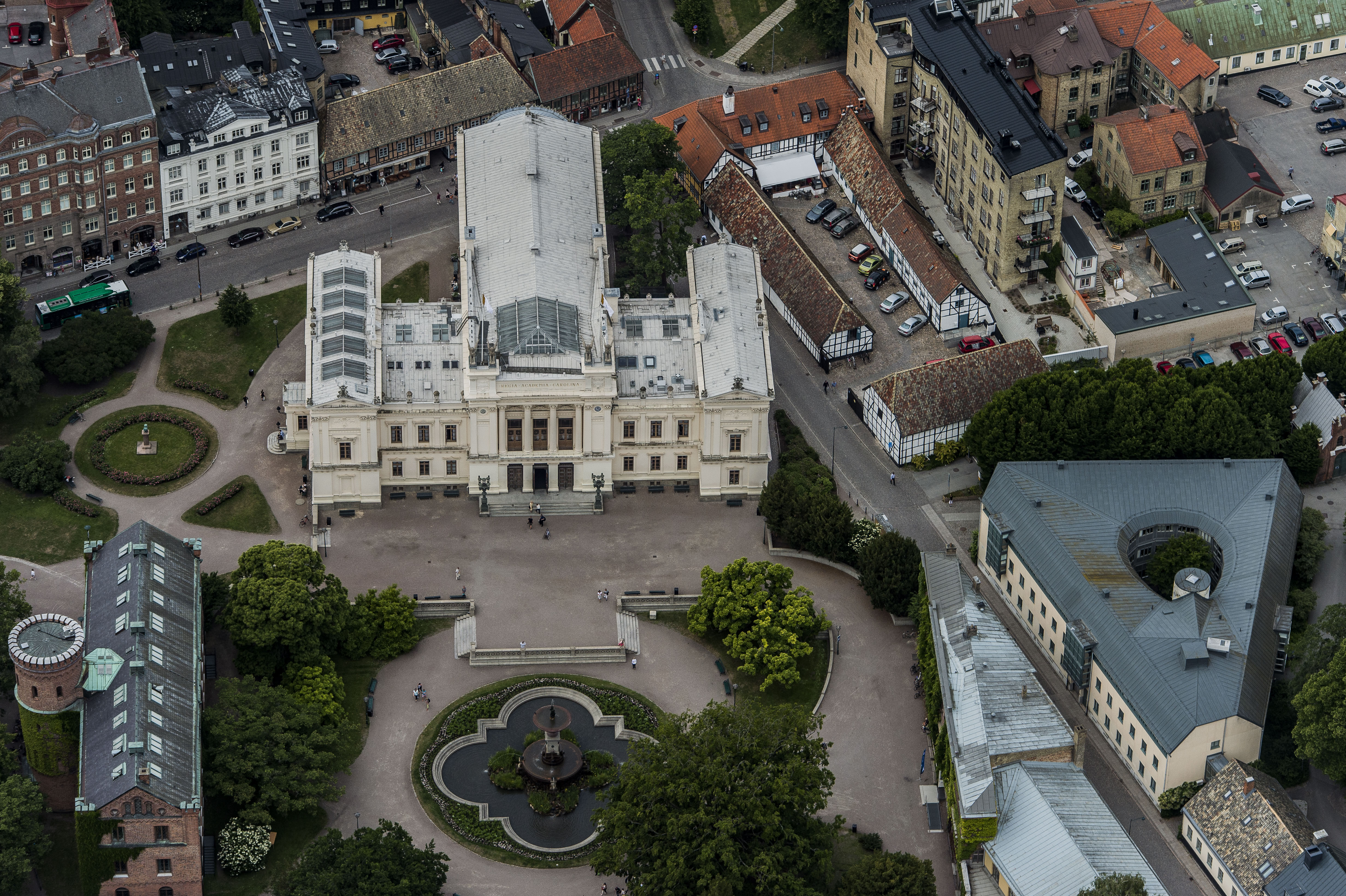
Universitetsbyggnaden.

Lund grundades under andra hälften av 900-talet, sannolikt flyttad på kungligt initiativ från ett tidigare läge i Uppåkra fyra kilometer söderut, där arkeologiska utgrävningar har påvisat en bosättning från järnåldern som blivit nedbränd i slutet av 900-talet. De arkeologiska fynden ger anledning att tro att staden vid Uppåkra varit centralort för det bördiga sydväst-Skåne från 400-talet och framåt. Stadens nya läge var strategiskt fördelaktigt. Lund ligger på Romeleåsens sydväst-sluttning, vid vars fot mossar och sankmark utmed Höje å gav extra skydd. Liksom Uppåkra ligger Lund utmed den nord-sydliga landsväg som omges av det land Uppåkra var centralort för. Grundandet av Lund betraktas som ett led i skapandet av ett enat danskt kungadöme.
Kyrka och kristen gravplats dateras till slutet av 900-talet, samtidigt med stadens förmodade grundande. Fram till 1066 hade Lund förbindelser med ärkebiskopssätet i Canterbury. Lund blev biskopssäte 1060, när Danmark organiserades i ett tiotal stift, från 1066 underställt ärkebiskopen i Hamburg-Bremen med gränser motsvarande dagens Lunda-stift plus Bornholm, och 1103 ärkebiskopssäte för Norden. Lund blev metropolitsätet för Norden. År 1085 grundlades Katedralskolan och den är därmed Nordens äldsta skola. Under 1100-talets första hälft byggdes Lunds domkyrka, Allhelgonaklostret och flera mindre kyrkor. Lund var Danmarks viktigaste stad och hade 3 000-4 000 invånare. I början av 1300-talet tappade dock Lund i betydelse till Malmö, som anlagts som ärkebiskopens befästa färjeläge för resor över Öresund, och som hanseatisk hamnstad var i stark tillväxt. Dock behöll Lund positionen som kyrkligt, kulturellt och bildande centrum. År 1425 inrättades Studium Generale i Lund i Gråbrödraklostret i Lund, Danmarks och Nordens första universitet. 
Vid reformationen i Danmark 1536 försvagades Lunds ställning, efter det att sedan de kyrkliga egendomarna sekulariserats. I samband med Freden i Roskilde 1658 blev Skåne och därmed även Lunds stift svenskt, och 1666 anlades Lunds universitet för att understödja försvenskningen. Upplösningen av det skånska generalguvernementet och integreringen i Sverige vid frihetstidens början, år 1719, ledde inte till någon märkbar förändring för Lund som förblev en perifer och för Sverige obetydlig småstad. Under och i början av 1700-talet drabbades Sverige av krig och svårigheter. Ömsom svenska och danska trupper förlades i staden, 1703 och 1711 härjade bränder och 1712-1713 böldpest. Det var en hårt prövad stad. Mellan den 6 september 1716 och 11 juni 1718 residerade Karl XII i professor Hegardts hus vid Södergatan, vilket gjorde att Lund under några år blev Sveriges de facto huvudstad.
Ännu vid 1800-talets början var staden en "akademisk bondby" (enligt Esais Tegnér) med endast cirka 3 000 invånare. Under 1800- och 1900-talen ägde en demografisk och ekonomisk tillväxt rum. Vid sekelskiftet 1900 uppgick befolkningen till 17 000, 1990 bodde i tätorten 65 400 personer. 
Av stor betydelse för Lund blev öppnandet av Södra stambanan 1856, och vid seklets mitt började staden industrialiseras, till stor del på basis av lokala råvaror (läderindustri, tegelbruk, mejerier) och närheten till universitetet (tryckerier). Också textil- och verkstadsindustri fanns. Avgörande för Lunds expansion under 1900-talet har dels varit universitets- och sjukvårdsinrättningarnas tillväxt, dels tillkomsten av högteknologiska industrier som Tetra Pak och Gambro, ofta med anknytning till universitetet.

### Administrativa tillhörigheter
Bebyggelsen ingick i Lunds stad som vid kommunreformen 1862 ombildades till en stadskommun. Delar av ortens bebyggelse kom att från tidigt befinna sig i Lunds socken/landskommun och Sankt Peters klosters socken/landskommun, vilka båda införlivades i etapper, 1913, 1914 och 1944 i stadskommunen. Ortens bebyggelse fortsatte att expandera utanför stadskommunen och 1952 införlivades Stora Råby socken/landskommun och 1967 Torns landskommun, bildad av flera kringliggande socknar. 1971 uppgick stadskommunen i Lunds kommun där Lund sedan dess är centralort.
I kyrkligt hänseende tillhörde orten Lunds stadsförsamling, Lunds landsförsamling och Sankt Peters klosters församling. 1944 bildades av stads- och landsförsamlingen Lunds domkyrkoförsamling, varur 1962 utbröts Lunds Allhelgonaförsamling och 1992 Helgeands församling. 1992 bildades så Sankt Hans församling och Östra Torns församling vilka 2012 med Stora Råby församling bildade Lunds östra stadsförsamling. Delar av den expanderande orten tillhör även Norra Nöbbelövs församling och före 1992 Vallkärra församling som då uppgick i Torns församling.
Orten ingick till 1971 i domkretsen för Lunds rådhusrätt. Sedan 1971 ingår Lund i Lunds domsaga.

### Befolkningsutveckling
| Befolkningsutvecklingen i Lund 1570–2020                                   | Befolkningsutvecklingen i Lund 1570–2020 | Befolkningsutvecklingen i Lund 1570–2020 | Befolkningsutvecklingen i Lund 1570–2020 | Befolkningsutvecklingen i Lund 1570–2020 |
| -------------------------------------------------------------------------- | ---------------------------------------- | ---------------------------------------- | ---------------------------------------- | ---------------------------------------- |
|                                                                            |                                          |                                          |                                          |                                          |
| År                                                                         |                                          |                                          | Folkmängd                                | Areal (ha)                               |
| 1570                                                                       | 1570                                     |                                          | 817                                      |                                          |
| 1610                                                                       | 1610                                     |                                          | 1 145                                    |                                          |
| 1650                                                                       | 1650                                     |                                          | 1 535                                    |                                          |
| 1690                                                                       | 1690                                     |                                          | 1 251                                    |                                          |
| 1730                                                                       | 1730                                     |                                          | 1 530                                    |                                          |
| 1770                                                                       | 1770                                     |                                          | 2 078                                    |                                          |
| 1810                                                                       | 1810                                     |                                          | 3 100                                    |                                          |
| 1850                                                                       | 1850                                     |                                          | 6 709                                    |                                          |
| 1890                                                                       | 1890                                     |                                          | 15 023                                   |                                          |
| 1930                                                                       | 1930                                     |                                          | 24 520                                   |                                          |
| 1950                                                                       | 1950                                     |                                          | 34 039                                   |                                          |
| 1960                                                                       | 1960                                     |                                          | 39 568                                   |                                          |
| 1965                                                                       | 1965                                     |                                          | 45 043                                   |                                          |
| 1970                                                                       | 1970                                     |                                          | 52 359                                   |                                          |
| 1975                                                                       | 1975                                     |                                          | 55 047                                   |                                          |
| 1980                                                                       | 1980                                     |                                          | 55 130                                   |                                          |
| 1990                                                                       | 1990                                     |                                          | 62 909                                   | 2 291                                    |
| 1995                                                                       | 1995                                     |                                          | 71 450                                   | 2 418                                    |
| 2000                                                                       | 2000                                     |                                          | 73 840                                   | 2 458                                    |
| 2005                                                                       | 2005                                     |                                          | 76 188                                   | 2 499                                    |
| 2010                                                                       | 2010                                     |                                          | 82 800                                   | 2 575                                    |
| 2015                                                                       | 2015                                     |                                          | 87 244                                   | 2 630                                    |
| 2018                                                                       | 2018                                     |                                          | 92 069                                   | 2 652                                    |
| 2020                                                                       | 2020                                     |                                          | 94 393                                   | 2 637                                    |
| Anm.: Sammanvuxen med Vallkärra 1990, åter tätort 2015 och sammanväxt 2023 |                                          |                                          |                                          |                                          |

## Stadsbild
Se även Lista över byggnader i Lund
Se även Arkitektur i Lund

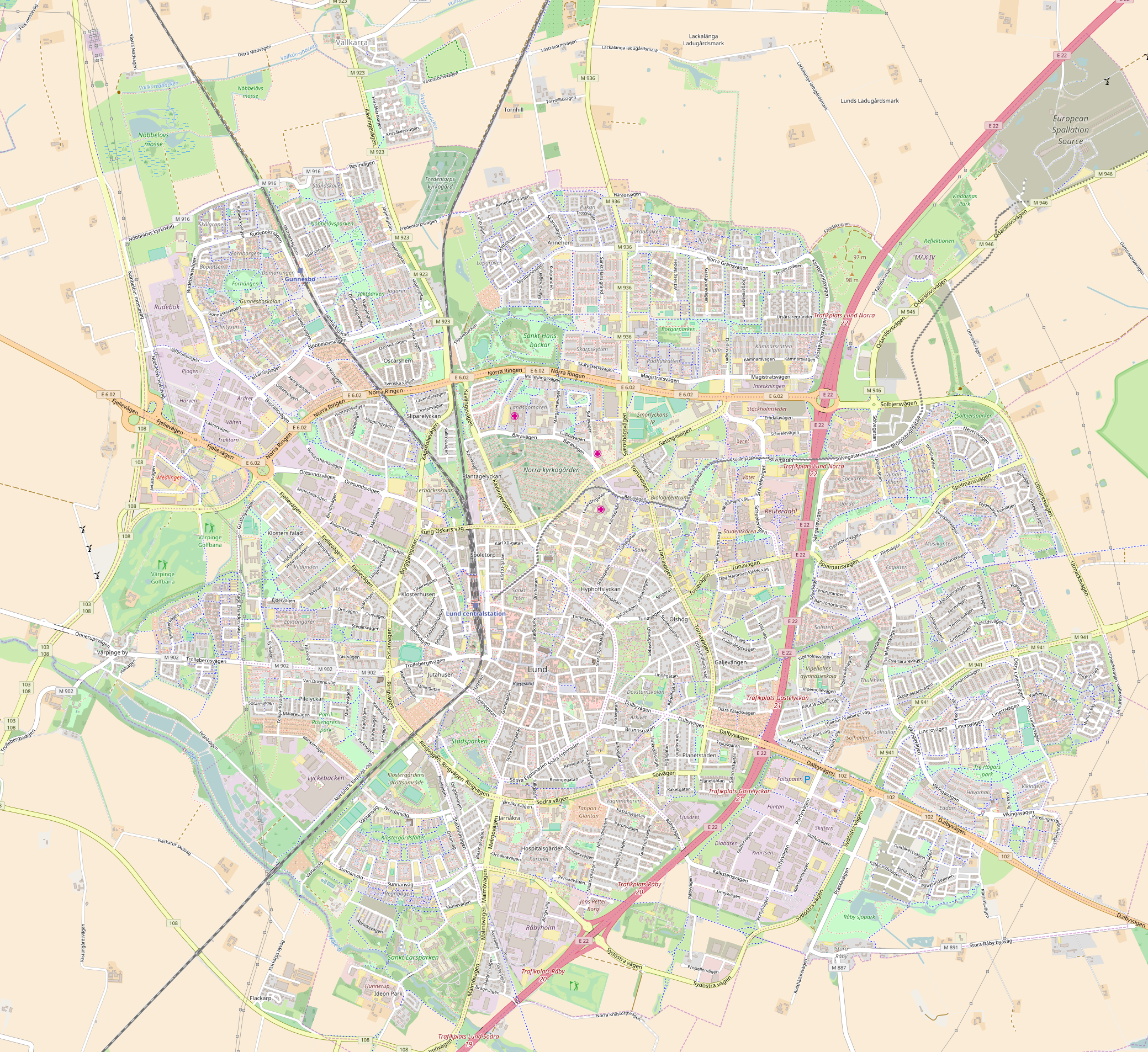
Karta över Lund

Lund är lågt liggande i söder vid Höje å och reser sig i norr till 86 meter över havet. Vid E22 finns Klosterängshöjden som är en konstgjord höjd av schaktmassor.
När Lund under 1100- och 1200-talet var säte för ärkebiskopen byggdes ett stort antal kyrkor och kloster runt om i staden. Som mest fanns 27 kyrkor i Lund. I och med reformationen 1536 revs nästan alla kyrkor och kloster.
Att Lund är en medeltidsstad märks främst i gatunätet som på sina håll har sett likadant ut i århundraden. Dessutom har centrum formen av ett mänskligt hjärta som var typiskt stadsbyggande under medeltiden. Det finns även ett fåtal medeltida byggnader kvar i stadsbilden, såsom domkyrkan, Liberiet, Sankt Peters Klosters kyrka och Krognoshuset. Stäket, Kungshuset i Lundagård och Karl XII-huset på Katedralskolan är andra gamla byggnader.

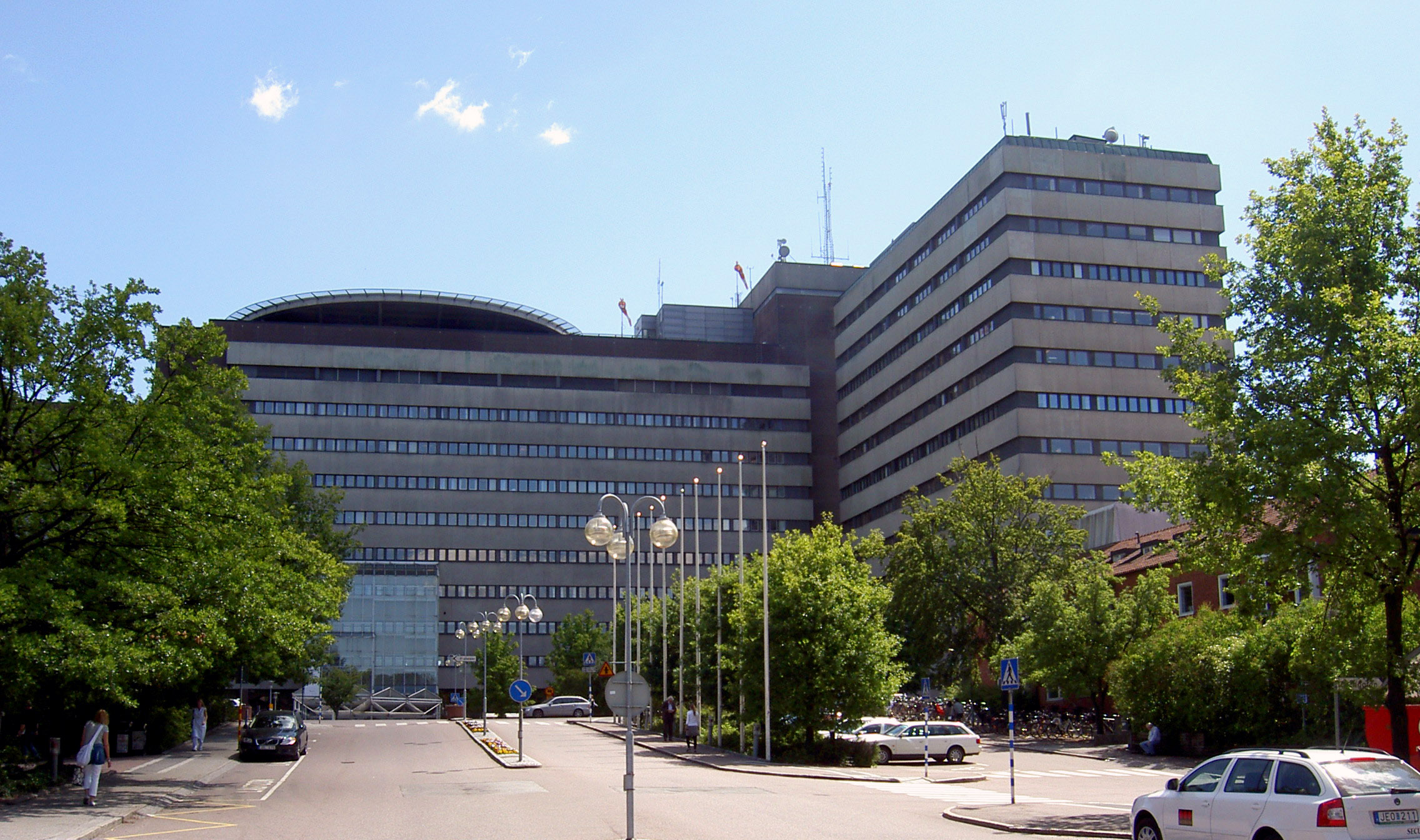
Universitetssjukhuset

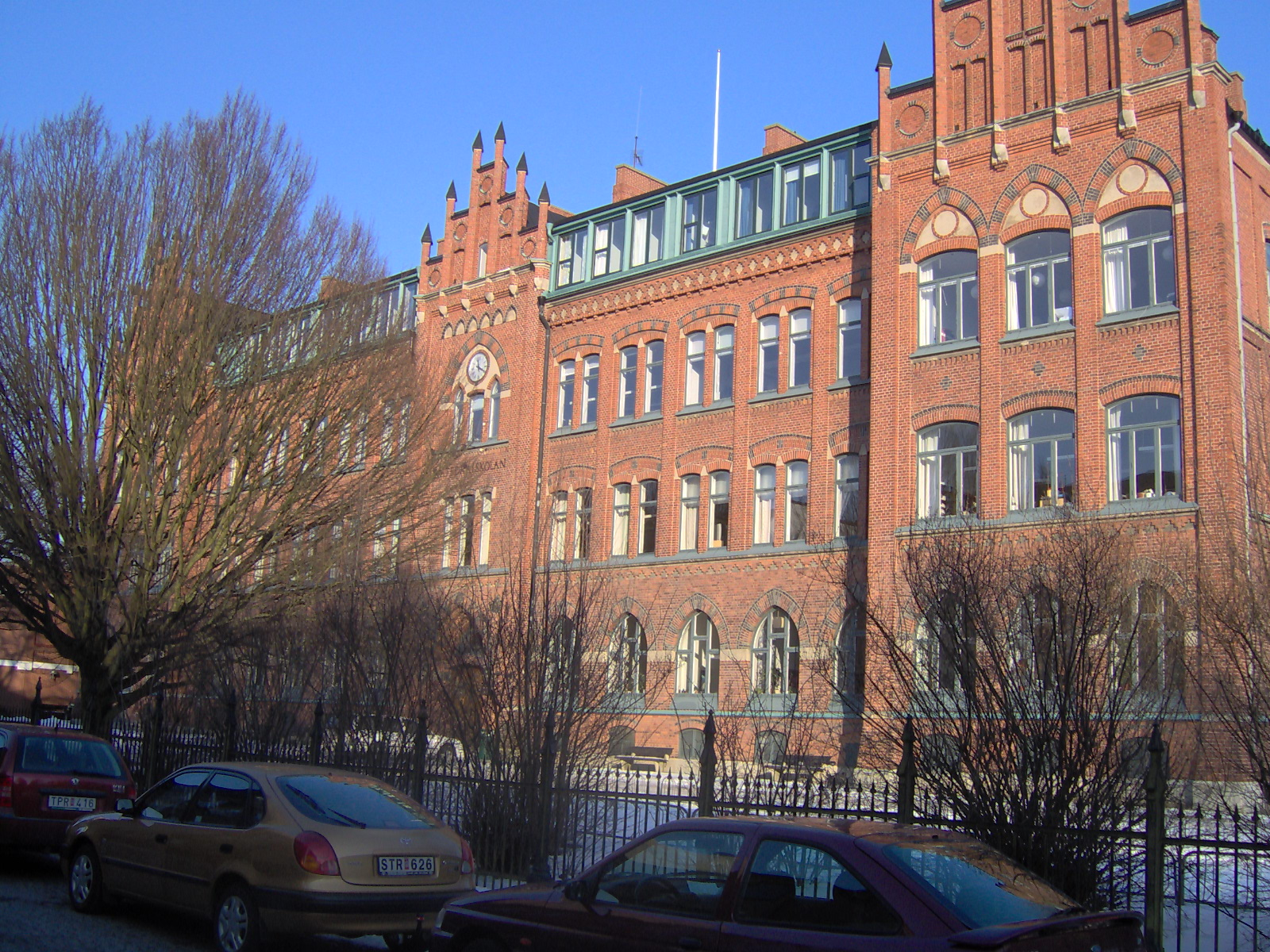
Katedralskolan

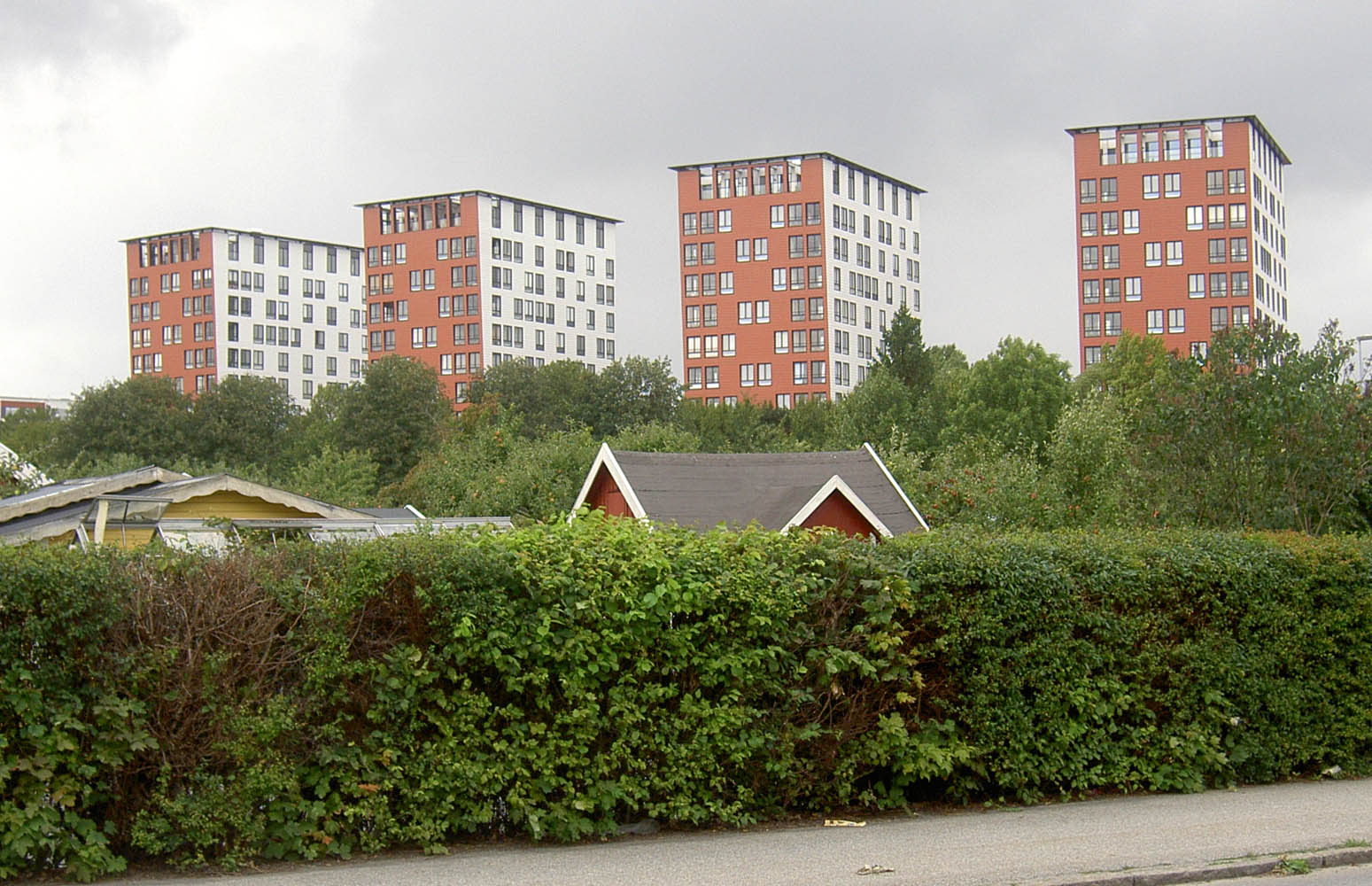
"Lunna töser", exempel på nybygge i Lund, Margretedal vid Södra vägen.

I övrigt var det fram till slutet av 1800-talet vanligt med korsvirkeshus. Ett sådant är Wickmanska gården. Denna brann ner år 2002, men är restaurerad och inhyser i dag en restaurang.
Under slutet av 1800-talet ersattes många småhus med flervåningshus. Under denna period byggdes bland annat Katedralskolans huvudbyggnad, Östervångsskolan, Grand Hotel, Universitetsbiblioteket, universitetsbyggnaden och flera lasaretts- och universitetsbyggnader. De flesta byggnaderna i Lund härstammar från 1800-talets slut eller 1900-talet.
Gatunätet i Lunds stadskärna är på många ställen många hundra år gammalt. Under 1900-talet gjordes dock en del förändringar. Så här står det i den andra upplagan av Nordisk familjebok, utgiven år 1912:
De äldre delarna af staden kunna icke sägas vara välbyggda. Under de senare åren ha dock genom upptagande af nya byggnadsområden, gaturegleringar och liflig byggnadsverksamhet härutinnan gjorts stora förändringar.
Detta fortskred under första halvan av seklet. Under 1960-talet fanns det planer på att skapa en fyrfilig väg rakt igenom stadskärnan i öst-västlig riktning, från Spyken till Svanevägen, det så kallade Gatugenombrottet. År 1958 fattades beslut om att hus skulle rivas för att bygga en trafikled rakt genom Lunds stadskärna. Opinionen svängde dock 1969 då Folkpartiet ändrade ställning i frågan och tillsammans med socialdemokraterna röstade man för att stoppa planerna, därigenom undslapp Lund samma öde som Klarakvarteren i Stockholm och Carolikvarteren i Malmö. Framför allt socialdemokraterna var aktiva för att stoppa gatugenombrottet och bland dem särskilt universitetslektorn Agne Gustafsson. En del av husen hade dock redan rivits för att trafikleden skulle kunna komma fram, bland annat den prunkande Carlssons Trädgård vid Bankgatan, där det numera finns en bussterminal samt Vårfruskolans park. Detta område är ännu inte återplanterat eller på annat sätt återställt. Under 1970-talet ändrades uppfattning i stort och besparingar gjordes, varför områden som Nöden delvis finns bevarade.
Utanför centrum präglas Lund av universitetets och Tekniska högskolans lokaler, Lasarettet samt bostadsbebyggelse av mer eller mindre utpräglad förortskaraktär. Det finns även äldre bebyggelse i bland annat Värpinge by och delar av Östra Torn.
Många som arbetar i Lund är pendlare. Det finns väl utbyggda kommunikationer med lokaltåg (Pågatågen) och bussar. Samtidigt ser Lund också en tät biltrafik såväl inne i tätorten som på infartsvägar och landsvägar i omgivningen.
De viktigaste infarterna till tätorten är Fjelievägen, Malmövägen och Dalbyvägen. Andra farleder som leder in i orten är E22, Sandbyvägen, Svenshögsvägen, Norra Ringen och järnvägen (Södra stambanan samt Västkustbanan).
Några arkitekter som varit aktiva i Lund är C. G. Brunius, Helgo Zettervall, Alfred Hellerström, Theodor Wåhlin, Folke Zettervall, Hans Westman, Klas Anshelm, Bernt Nyberg, Bengt Edman, Sten Samuelson och Flemming Lassen. 
Trots att staden har lyckats bevara en mycket stor del av sin medeltida karaktär har ett fåtal gator rivits genom åren. En västligare del av nuvarande Stora Algatan revs under 1800-talets första hälft, en förlängning av Stora Fiskaregatan i centrala Lund revs på 1790-talet och Lilla Kyrkogatan mellan Stortorget och domkyrkan försvann i samband med tillkomsten av Sydsvenska Bankens hus vid Stortorgets norra sida (1913). Utöver dessa har den nordligaste delen av Vårfrugatan omvandlats till kvartersmark. Ingen gata har dock, förutom Lilla Kyrkogatan, rivits på senare dagar. Ett fåtal medeltida gatunamn har även försvunnit, Clemensgatan var uppkallad efter den vikingatida-medeltida S:t Clemens kyrka och var fram till 1920-talet det officiella namnet på den östligaste delen av Lilla Fiskaregatan (från Stora Gråbrödersgatan och fram till Stortorget).

### Stadsdelsområden

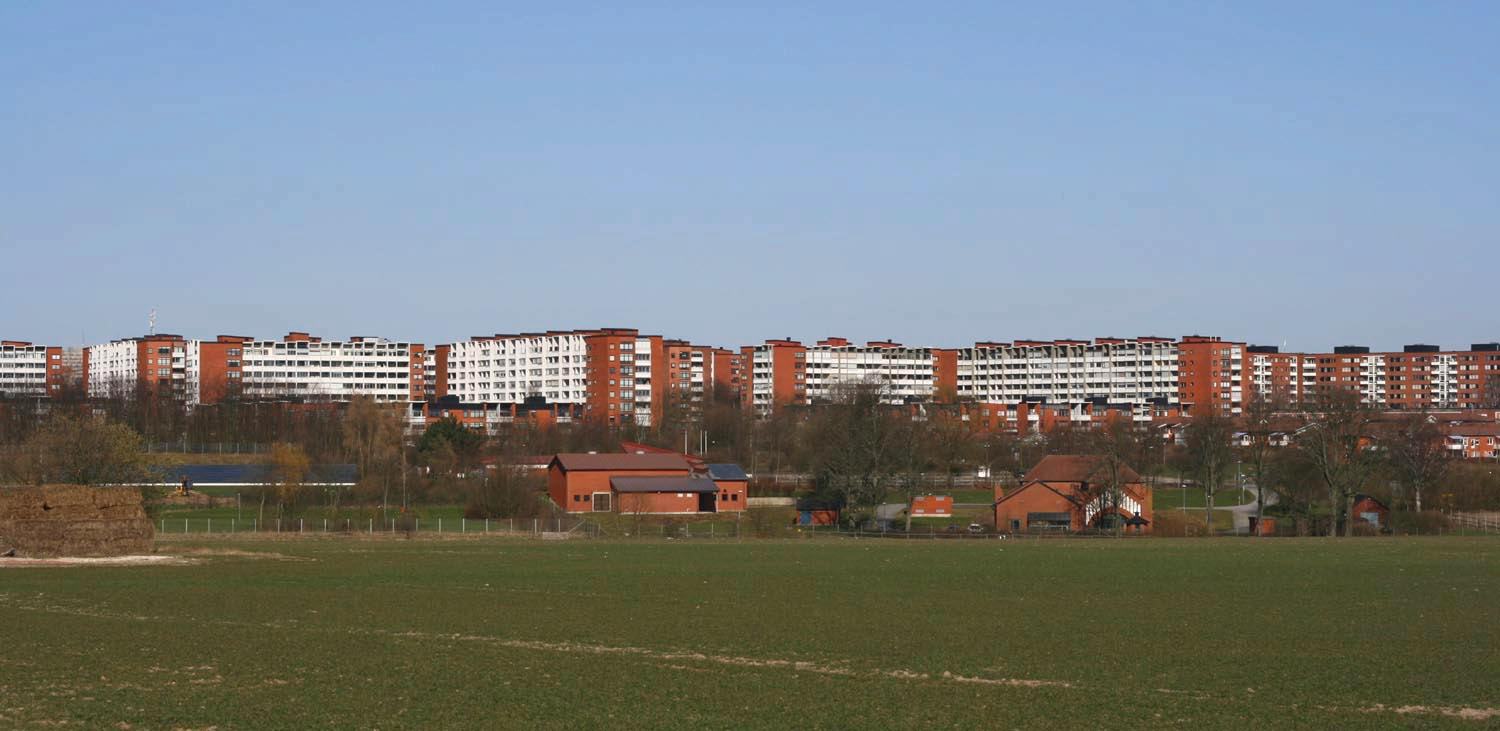
Några av Klostergårdens bostadshus sedda från ängarna utanför Lund

År 2014 fastställdes 29 officiella stadsdelar. Innan detta har Lunds stadsdelar endast varit etablerade av hävd. De enda tidigare fastställda stadsdelar är 14 stycken statistiska. På 1900-talet tillkom ett flertal stadsdelar: Klostergården 1963, Norra Fäladen 1967, Linero 1969, Nöbbelöv 1973, Gunnesbo 1980 och Värpinge 1992.

#### Stadsdelsområden, officiellt

Statistisk stadsdelsindelning.

- Centrum
  - Stadskärnan
  - Norra Innerstaden
  - Professorsstaden
  - Södra Innerstaden
- Norr
  - Nöbbelöv
  - Norra Fäladen
  - Möllevången
  - Norra Universitetsområdet
  - Ideon Pålsjö
  - Stångby
- Öster
  - Brunnshög
  - Östra Torn
  - Tuna
  - Mårtens Fälad
  - Linero
  - Norränga
- Söder
  - Råbylund
  - Gastelyckan
  - Stampelyckan
  - Nilstorp
  - Råbyholm
  - Klostergården
  - Sankt Lars
- Väster
  - Rådmansvången
  - Värpinge
  - Papegojelyckan
  - Västra Innerstaden
  - Kobjer
  - Gunnesbo
  - Pilsåker

#### Statistiska områden
- Centrala staden, här ingår den medeltida stadskärnan (det som låg inom den gamla stadsvallen) samt Revingelyckan, Margretedal, Spoletorp och Plantagelyckan.
- Gunnesbo med Gunnesbo företagsområde.
- Järnåkra-Nilstorp, här ingår bland annat Järnåkra, Stampelyckan, Nilstorp, Ulrikedal, Gamla klostergården och Råbyholm.
- Klostergården med Sankt Lars
- Kobjer med Sliparelyckan
- Linero med Gastelyckan.
- Möllevången med Smörlyckan och Sofiaparken
- Norra Fäladen med Annehem
- Norra Nöbbelöv med Oscarshem
- Tuna, här ingår bland annat Professorstaden, Hyphoffslyckan, Galjevången och Helgonagården.
- Vallkärratorn-Stångby, här ingår Vallkärra och Stångby.
- Värpinge med Värpinge by och Pilsåkers företagsområde
- Väster, här ingår Papegojlyckan, Pilelyckan, Klosters fälad och Rådmansvången.
- Östra Torn-Mårtens fälad, här ingår Östra Torn (med Djingis Khan) och Mårtens fälad (med bland annat Vipeholm)

### Torg
Vid Stortorget ligger Stadshallen. Lunds främsta handelstorg är Mårtenstorget, som ligger sydost om Stortorget. Detta torg var i äldre tider centrum för kreaturshandeln i Lund och kallades då Oxtorget. Norr on Lunds centralstation ligger Clemenstorget. 
Mindre torg i centrum är Bantorget, Knut den Stores torg och Krafts torg. Utanför centrum finns bland andra Karhögstorg och Västra Stationstorget. Söder om domkyrkan finns Domkyrkoplatsen, som är det senast tillkomna centralt belägna torget.

### Köpcentra
Lunds första enhetligt planerade köpcentrum utanför stadskärnan, Nova Lund, öppnade i september 2002; ett något äldre och mindre köpcentrumområde fanns sedan 1980-talet norr om Nova kring Mobilia.

### Parker
Lunds mest centrala park är Lundagård, som tillsammans med den intilliggande Universitetsplatsen även är akademiskt centrum med byggnader som Universitetshuset, Kungshuset, AF-borgen och även Lunds domkyrka.
Stadsparken ligger sydväst om stadskärnan. 1907 användes tomten för Lundautställningen och parken anlades mellan 1909 och 1911. Den Botaniska trädgården som anlades under 1800-talet ligger öster om stadskärnan och är den tredje parken i centrum. Även här har universitetet flera hus och institutioner, liksom växthus.
Bland parkerna utanför Lunds centrum kan nämnas Sankt Lars-parken i sydväst, Sankt Hans backar i nordost, Holmbergska parken och Folkets park i väst samt Sofiaparken på Möllevången.

## Kommunikation

### Vägar
Man kan resa till Lund via E22:an, länsväg 102 och länsväg 108. E22 från Lund till Malmö är Sveriges äldsta motorväg. Den invigdes 1953 och kallas lokalt Autostradan. 
Gatunätet inom staden kännetecknas av olika tiders uppfattningar om trafikmiljö och andra faktorer. Få av planerna på nya alléer och boulevarder blev till verklighet, även om Södra Esplanaden med sin lummighet utgjorde sin tids första deletapp i vad som omkring 1900 var tänkt att bli en rund stadsboulevard runt innerstaden. En bidragande orsak till att staden växte relativt långsamt i förhållande till andra industristäder var att man länge hade stora tomtmarker inne i den gamla staden som bebyggdes först. Den huvudsakliga bostadsexpansionen utanför Lunds tätort längs med de gamla landsvägarna in mot staden, till exempel vid Smörlyckan eller Jutahusen.

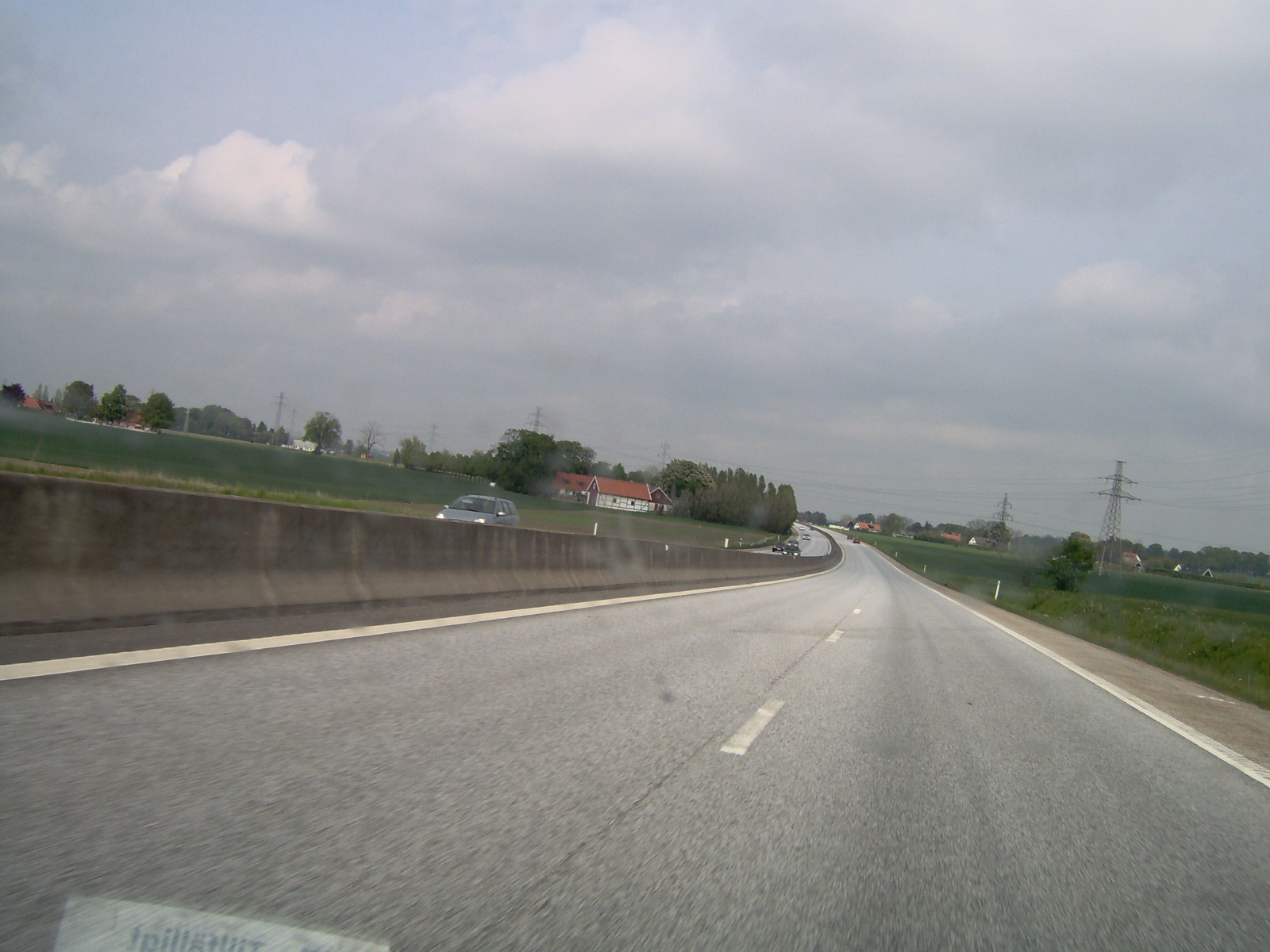
E22:an.

Ett tidigt exempel på ett "gatugenombrott" är Kyrkogatan utanför Domkyrkan 1702. Tidigare gick trafiken i en omväg västerut på nuvarande Stora Gråbrödersgatan. Det svenska generalguvernörmentet ville förverkliga en idealstadsplan med rutnätskvarter. Dessa planer genomfördes aldrig med undantag för gatugenombrottet, och Lund behöll sitt medeltida gatunät.
Att fara igenom staden i nord-sydlig riktning har således alltid varit enklare än att färdas i öst-västlig riktning. När biltrafiken ökade anlades 1934 söder om stadskärnan Södra Ringen, en väg med två körfält på vardera två körbanorna mellan Malmövägen och Trollebergsvägen, för att avlasta innerstadstrafiken. 
På 1950-talet byggdes Autostradan öster om innerstaden, vilket ledde till att Riksfyran försvann ut ur staden. 
Vägutbyggnaderna fortsatte med Norra Ringen under 1960-talet, men miljöorganisationer protesterade mot en förlängning öster- och västerut och någon "östra ring" har ännu inte byggts. I början av 1990-talet byggdes nya Länsväg 108 i en vid båge väster om staden för att bland annat avlasta Södra Ringen och skapa en ny väg mot Kävlinge. 
Bortsett från ett antal gatubreddningar under 1960-talet, har biltrafiken i centrum sedan 1970-talet försökt begränsas. År 1971 stängdes Stora Södergatan av vid Stortorget för biltrafik. En ny utredning 1985 ledde till ett nytt system för biltrafiken i centrum och till att fler gator stängdes av för biltrafik. Tidigare var Bangatan utanför Lunds Centralstation kraftigt trafikerad av olika fordon och korsande gångtrafikanter. Från 2015 är gatan bussgata, och övrig fordonstrafik är förbjuden vardagar mellan klockan 15 och 18. Västra Stationstorget, som byggdes i slutet av 1990-talet, på andra sidan stationen har en viss effekt på trafiken.

### Busstrafik
Såväl den lokala busstrafiken som den regionala busstrafiken sköts av Skånetrafiken. För landsortstrafiken finns det gula bussar som går till de flesta orter inom Skåne. Dessa avgår från tre terminaler: centralterminalen är vid järnvägsstationen och ett antal bussar utgår även från Universitetssjukhuset. Malmöbussarna avgår i stort sett från kvarteret Galten, ett litet busstorg bakom Vårfruskolan vid Bankgatan.

### Spårväg

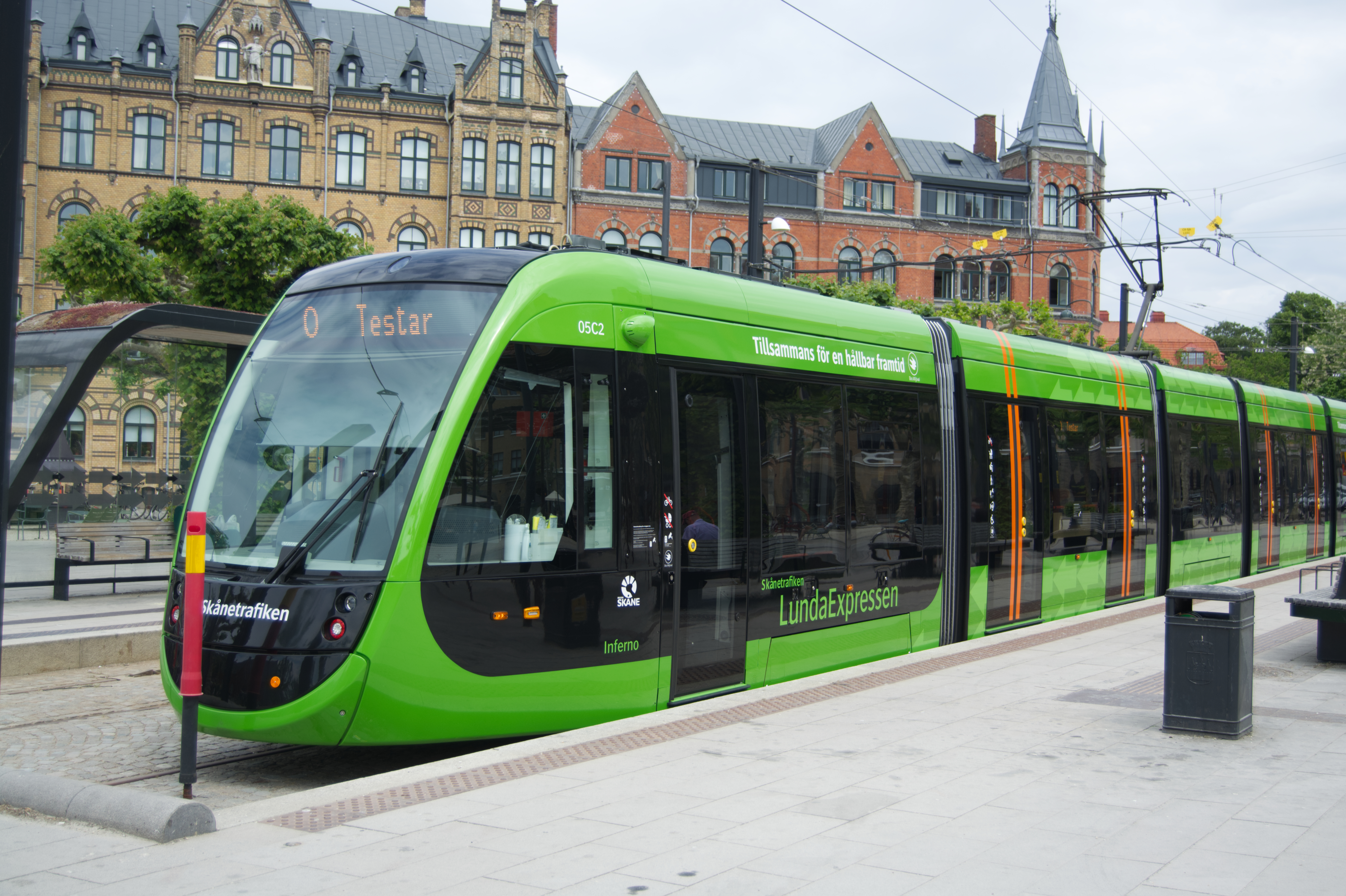
Spårvagn vid Clemenstorget

Lund har från december 2020 en spårväg mellan Lund C och ESS. 

### Järnväg

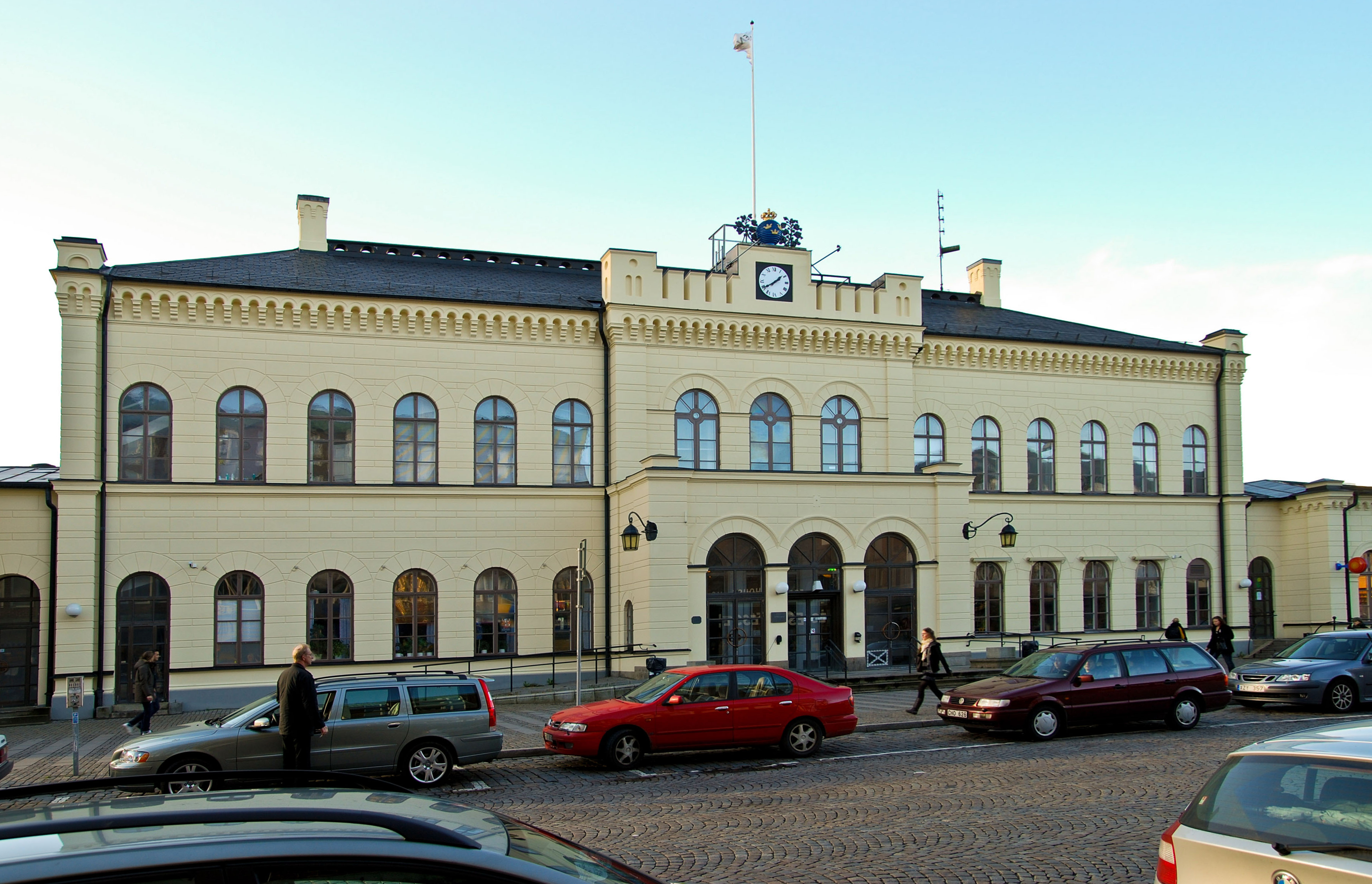
Lunds centralstation.

Lund är en järnvägsknut, och Lund C är Sveriges tredje största station sett till antalet resenärer. Tåg går från Lund i riktning mot Kävlinge, Eslöv och Malmö. I Lund delar Södra stambanan och Västkustbanan på sig. 
Lunds centralstation är den järnvägsstation som finns i centrala Lund. Dessutom finns det inom kommunen pågatågsstationer (lokaltågsstationer) vid Gunnesbo, Stångby och Klostergården. Andra numera nerlagda järnvägsstationer inom tätorten var Lunds västra, Lunds östra och Lunds södra. Den senare, vars byggnad finns kvar, var en station som låg utmed Hardebergaspåret. 
Järnvägen mellan Lund och Malmö öppnades den 1 december 1856 och är den först byggda delsträckan av Södra stambanan. Denna del är en av de två första svenska stambaneprojekten tillsammans med delsträckan Göteborg–Jonsered på Västra stambanan, som öppnade samma år.
Förr gick det även en järnväg till Södra Sandby–Revinge–Harlösa på det som i dag kallas Hardebergaspåret, ytterligare en järnväg till Staffanstorp–Klågerup–Svedala–Trelleborg och en, Lund–Bjärreds Järnväg, till Bjärred. Trafiken på dessa linjer är nerlagd och spåren är upprivna, med ett undantag: Spåret mot Trelleborg finns kvar som ett industrispår fram till Tetra Pak och används för godstransport.

### Cykel
Av alla resor inom Lund sker 43% med cykel. Inte minst studenter väljer ofta cykeln. Lunds kommun har sedan 1985 byggt ut cykelvägarna.

## Industri, näringsliv och forskning

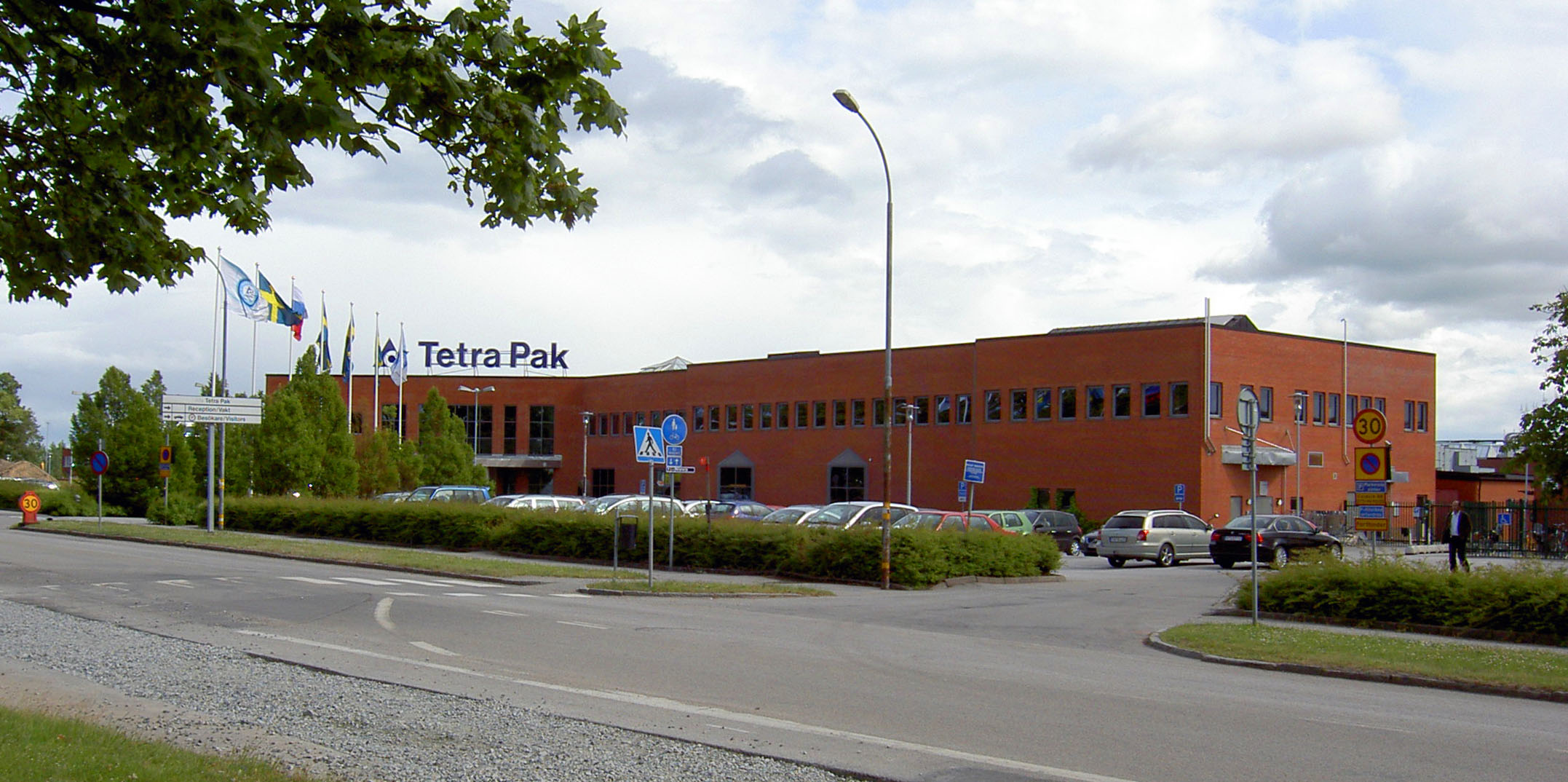
Tetra Paks kontor i Lund

Flera forsknings- och utvecklingsföretag har genom åren utvecklats i samspel med universitetet och forskningsbyn Ideon.  Några viktiga företag är Tetra Pak, Ericsson Modems, Sony Mobile, Alfa Laval, Gambro, Axis AB och Bibliotekstjänst. 
Byggandet av forskningsanläggningen European Spallation Source påbörjades 2014.

### Industrihistoria
| - AB Lunds mekaniska verkstad - Annetorps tegelbruk - Berlingska boktryckeriet - Borgs färgerier - Carl Holmbergs mekaniska verkstad - Draco - Ericsson Mobile Communications - A Mårtenssons orgelfabrik - Hugo Nordströms handskfabrik - Håkan Ohlssons boktryckeri - J. P. Möllers handskfabrik | - Lundautställningen 1907 - Lunds nya gjuteri och mekaniska verkstad - Lunds mekaniska snickerifabrik - Nordiska armaturfabrikerna - Pålsjö tegelbruk - Rudelius & Boklund - Salanders fabriksaktiebolag - Svenska Bindgarnsfabriken - Separator - Åkerlund & Rausing |

### Bank- och försäkringsväsende
Sparbanken i Lund (Gamla Sparbanken) grundades 1831 som Skånes fjärde sparbank. Därefter tillkom Torna, Bara och Harjagers Härads Sparbank år 1848 och Sparbanken för Lunds stad och kringliggande land (Nya Sparbanken) år 1861. Utöver de tre sparbankerna fanns år 1861 fyra andra bankinrättningar i Lund: Skånska hypoteksföreningen (bildad 1836, äldsta hypoteksföreningen i landet), Skånska brandförsäkringsinrättningen (grundad 1828), Skånska städernas brandstodsförening (grundad 1854) och Filialbanken i Lund (grundad 1856). Även Malmöhus läns ränteanstalt, från 1870 kallad Skånska lifränte- och kapitalförsäkringsanstalten hade sitt huvudkontor i Lund.
Filialbanken övertogs av Skånes Enskilda Bank år 1865 och blev ett avdelningskontor. År 1878 tillkom avdelningskontor för Kristianstads enskilda bank. Dessa uppgick sedermera i Skandinaviska Kreditaktiebolaget respektive Bankaktiebolaget Södra Sverige. På 1890-talet bildades två banker i Malmö, Sydsvenska kreditaktiebolaget och Skånska handelsbanken. Sydsvenska kredit hade ett kontor i Lund från dess start medan Skånska handelsbanken etablerade sig i Lund 1906. Därefter tillkom kontor för Svenska Lantmännens Bank. Under 1900-talet uppgick dessa banker i Handelsbanken, SEB och Nordea. Bland senare och mer kortlivade etableringar finns Götabanken (öppnad 1983) och Skånes Provinsbank/Danske Bank (öppnad 2001).
De tre sparbankerna konkurrerade i ett sekel innan de genom fusioner 1962 och 1971 blev en bank, Lundabygdens Sparbank. Denna bank uppgick senare i Sparbanken Finn (1990) och Sparbanken Öresund (2010), alltjämt med huvudkontor i Lund. 1997–2014 konkurrerade den lokala sparbanken med Föreningssparbanken/Swedbank, men efter bildandet av Sparbanken Skåne år 2014 lämnade Swedbank staden.

## Kultur, nöjen och media

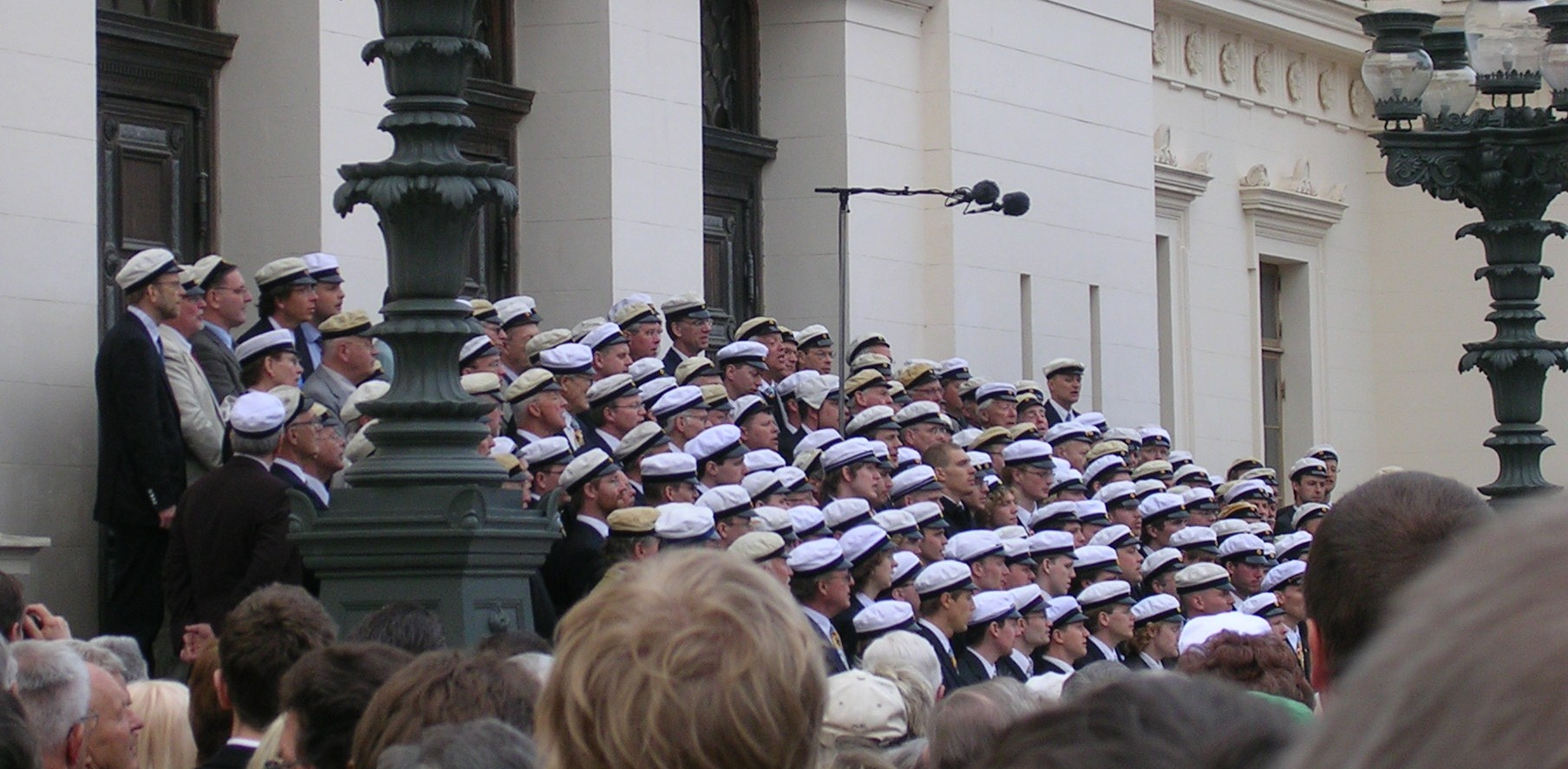
Lunds Studentsångförening.

Kulturlivet i Lund präglas mycket av den stora studentpopulationen vid landets största universitet vilken utgör drygt en tredjedel av befolkningen. Staden kandiderade fram till 2009 för att bli en av Europas kulturhuvudstäder 2014 men förlorade i slutändan denna plats till Umeå.
Många av studenterna bor i studentrum på exempelvis Sparta, Vildanden, Parentesen eller på studentnationerna i staden. Studentbostäderna hyrs ut av AF Bostäder och stadens nationer. Det finns tretton nationer i Lund: Östgöta, Västgöta, Smålands, Lund, Malmö, Helsingborg-Landskrona, Sydskånska, Kristianstad, Blekingska, Göteborgs, Hallands, Kalmar och Wermlands. Nationerna, förutom Smålands nation, är tillsammans huvudmän för Akademiska Föreningen som utgör navet i Lunds studentliv.
Kulturlokaler i Lund är bland andra Konsthallen, Lunds stadsteater (teater), Kulturmejeriet (konserter och teater), Stadshallen (konserter med mera), AF-borgen, Folkparken, Sagohuset (teater), Lilla teatern med flera. Lunds stadskärna bjuder på många caféer. Café Athen på Akademiska Föreningen är ett legendariskt café inom studentvärlden - nyöppnat 2005 efter ett trettioårigt uppehåll. Bland de mer kända kaféerna kan också nämnas Café Ariman, India Däck Bokcafé och Gräddhyllan. I Stadsparken ligger Stadsparkscaféet, som om sommaren arrangerar konserter.
I Lund grundlades Lundafilosofin av professor i teoretisk filosofi Hans Larsson.

### Litteratur och konst

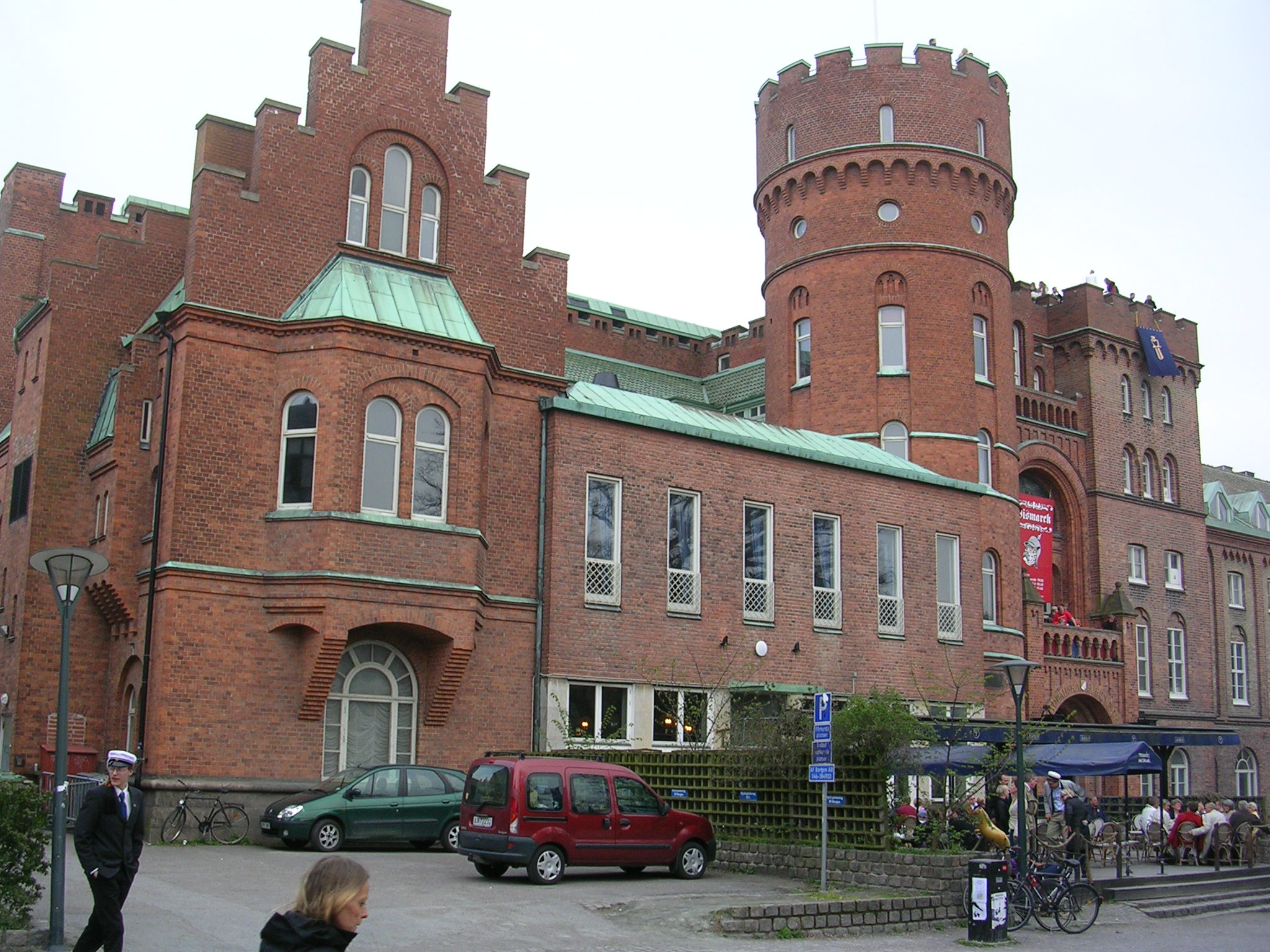
AF-borgen.

### Lundakarnevalen

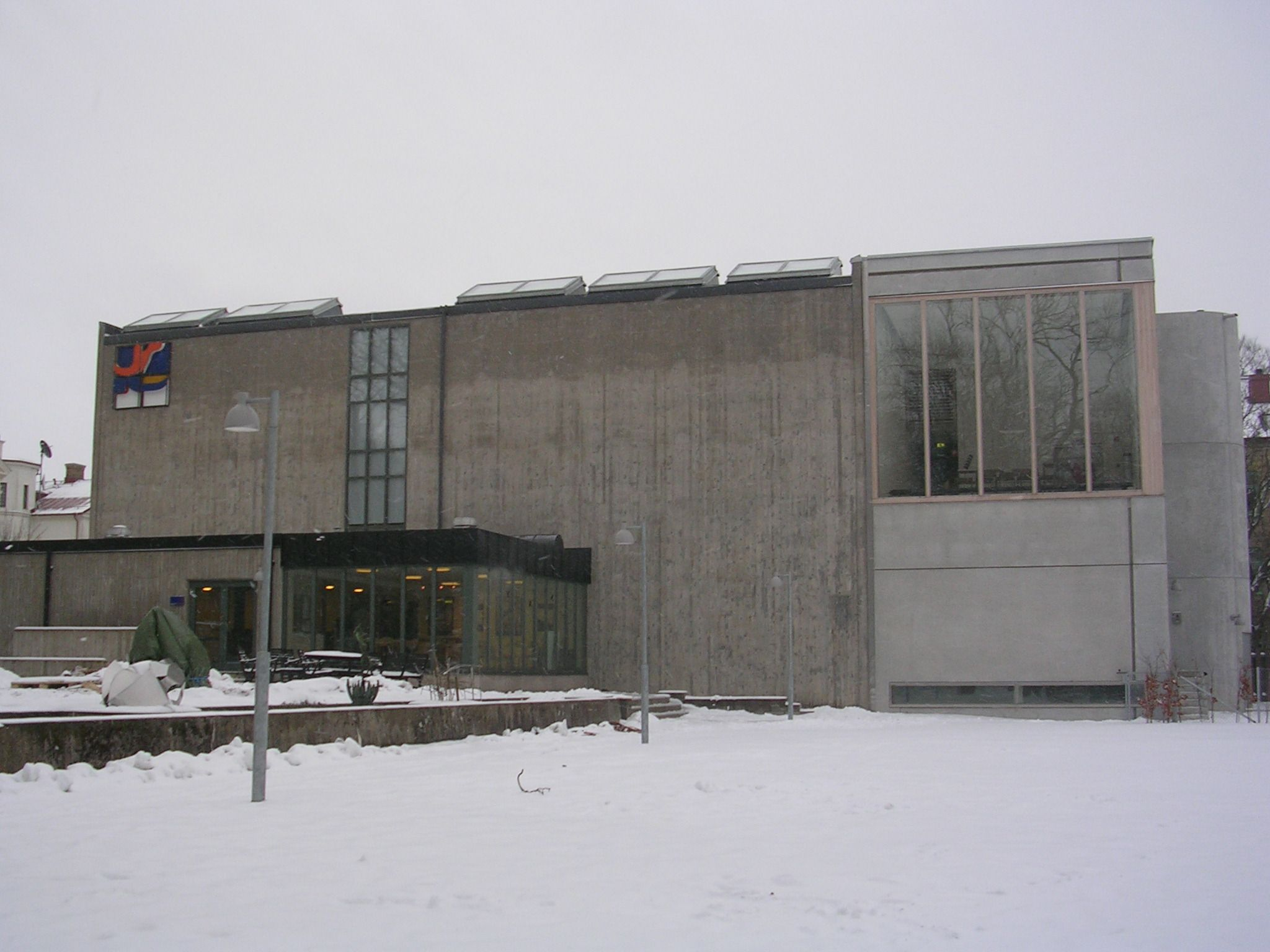
Skissernas museum.

## Trossamfund och kyrkor

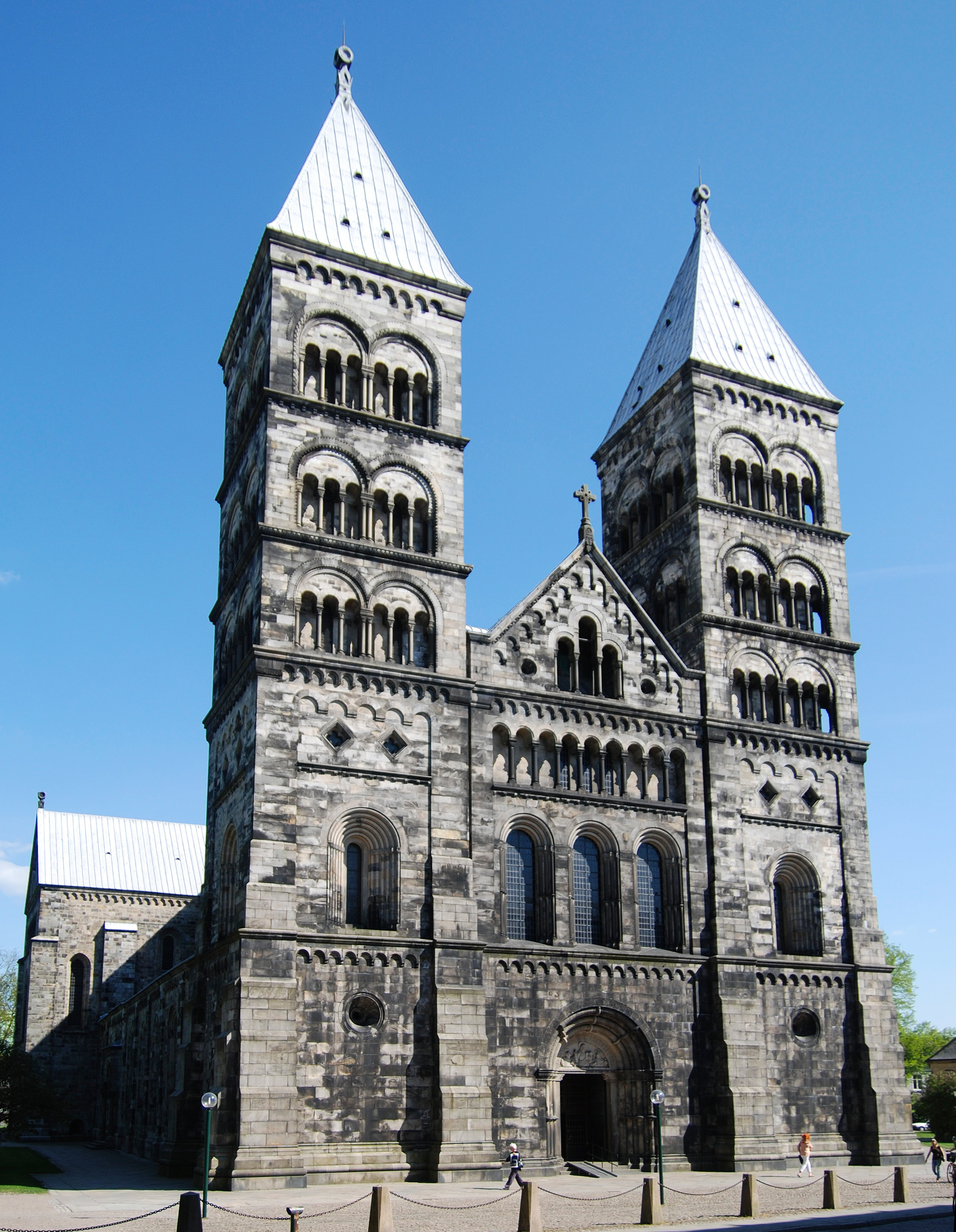
Lunds domkyrka

### Anläggningar

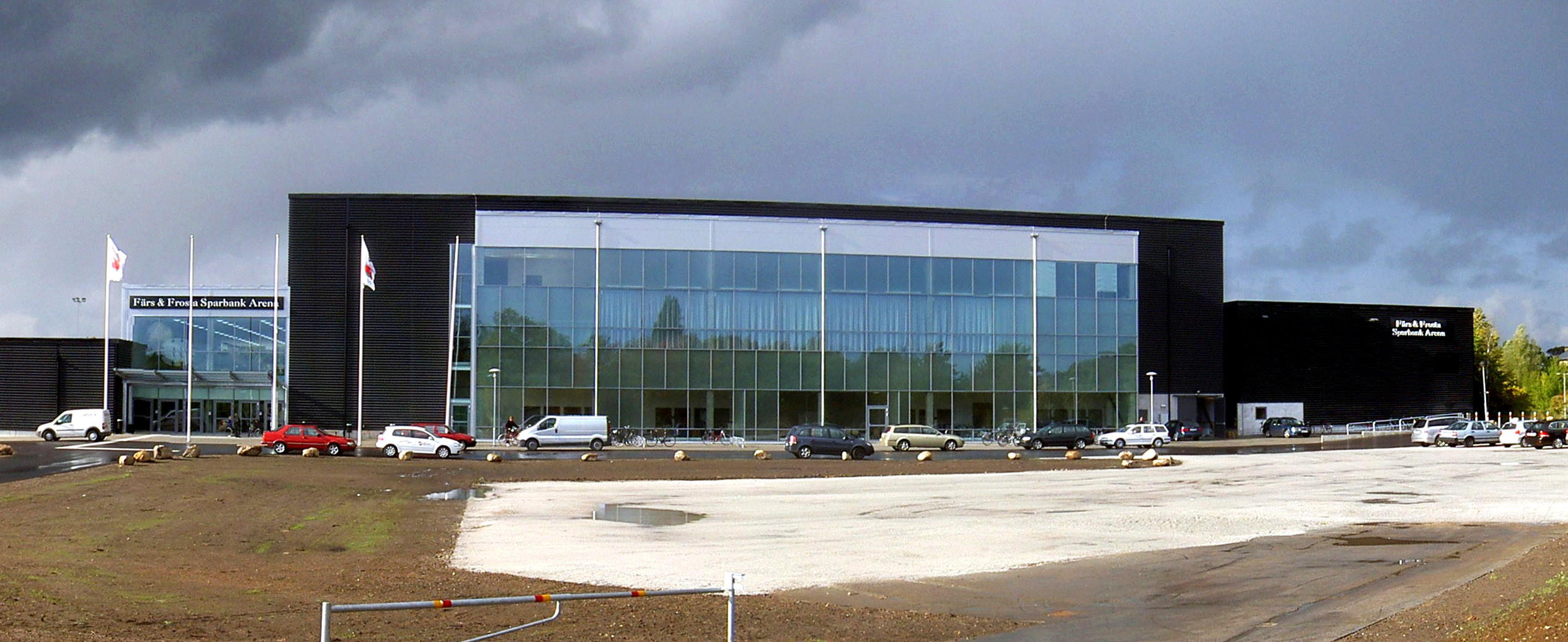
Sparbanken Skåne Arena